# کیلی هزل
کیلی هَزل (به انگلیسی: Keeley Hazell) نام مدل زاده ۱۸ سپتامبر ۱۹۸۶ در بریتانیا است.

## زندگی‌نامه
کلی در لندن به دنیا آمد و پدر و مادرش در ۱۳ سالگی از یکدیگر جدا شدند.

## گزیدهٔ فیلم‌شناسی
- بازپرداخت (۲۰۰۶)